# Sudimoro (Sudimoro)
Sudimoro is een bestuurslaag in het regentschap Pacitan van de provincie Oost-Java, Indonesië. Sudimoro telt 5282 inwoners (volkstelling 2010).